# Mirkus Hahn
Mirkus Hahn (* 1968 in Burglengenfeld) ist ein deutscher Schauspieler und Theaterregisseur.

## Leben
Mirkus Hahn, der aus Ostbayern stammt, studierte nach dem Abitur und Zivildienst von 1996 bis 2000 Schauspiel an der Athanor Akademie in Burghausen. Sein besonderes Interesse an Körpertheater vertiefte er anschließend durch einen Arbeitsaufenthalt am Workcenter von Jerzy Grotowski und Thomas Richards in Pontedera, Italien.
Schon während seiner Ausbildung wirkte er bei den Salzburger Festspielen in der Produktion Reise durch Jelineks Kopf (Regie: Jossi Wieler, Salzburger Landestheater, 1998) mit. Es folgten Theaterengagements u. a. am Stadttheater Passau, bei den Carl Orff-Festspielen Andechs, am Stadttheater Regensburg, am Theater an der Rott in Eggenfelden und am Metropoltheater München sowie am Schauspielhaus Wien. Am Theater an der Rott trat er u. a. in einer Produktion von Macbeth auf, bei der er die Rolle der Lady Macbeth übernahm.
Wiederholt arbeitete Hahn in Theaterkollektiven – wie dem Theaterensemble ortszeit und dem Institut für Glücksfindung. Im Rahmen dieser Zusammenarbeiten gastierte er am Deutschen Staatstheater Temeswar und beim Internationalen Theaterfestival in São Paulo. Am Metropoltheater Bukarest (Teatrul Metropolis) und beim Internationalen Theaterfestival in Sibiu spielte er Wladimir in Warten auf Godot. In Österreich arbeitete Hahn mit den Regisseuren und Nestroy-Preisträgern Peter Wolf, Paulus Manker und Stephanie Mohr zusammen. In Mankers Wiener-Festwochen-Produktion Alma - A Show Biz ans Ende übernahm er 2012 die Rolle von Franz Werfel und trat damit in 22 ausverkauften Vorstellungen im ehemaligen k.k. Post- und Telegrafenamt in Wien neben Jutta Hoffmann und Martina Ebm auf. In der Produktion Wagnerdämmerung verkörperte er 2013 die Titelrolle Richard Wagner.
Hahn ist auch als Theaterregisseur tätig. Er inszenierte u. a. die Theaterproduktionen Das Haus der Temperamente, Dogville, Herr der Diebe, Der Besuch der alten Dame, Wilhelm Tell, Tote ohne Begräbnis (Jean-Paul Sartre), Der blaue Vogel und Die verschwundene Miniatur. Seit 2017 erarbeitet und realisiert er Theaterproduktionen mit Kindern, Jugendlichen und jungen Erwachsenen in Süddeutschland, Österreich und der Schweiz.
Hahn arbeitete auch für Film und Fernsehen. In dem Kinofilm Blindlings (2009) von Regisseur Wolfgang Weigl hatte er eine Hauptrolle. An der Seite von Barbara Romaner spielte er einen Mann, der seine ehemalige Geliebte entführt, um sie auf einer entlegenen Berghütte zur Aussprache zu zwingen. In Die Alte Frau (Regie: Ariane Mayer) verkörperte er den Dichter Daniil Charms, an der Seite von Hendrik Arnst. Im öffentlich-rechtlichen Fernsehen war Hahn in verschiedenen Krimiserien zu sehen. In der 41. Staffel der ZDF-Krimiserie SOKO München (2015) spielte er unter der Regie des Studenten-Oscar-Gewinners Peter Baumann den tatverdächtigen heimlichen Liebhaber einer ermordeten Wirtin des Glockenbachviertels. In der 12. Staffel der ZDF/ORF-Krimiserie SOKO Kitzbühel (2016) übernahm er eine  Episodenhauptrolle als unter Tatverdacht stehender, vorbestrafter Metall-Künstler, der eine Leidenschaft für sehr junge Mädchen besitzt.
Hahn lebt seit seiner Zusammenarbeit mit Paulus Manker als freier Schauspieler mit seiner Familie in Wien.

## Filmografie (Auswahl)
- 2009: Blindlings (Kinofilm)
- 2009: Die alte Frau (Kurzfilm)
- 2015: SOKO München (Fernsehserie; Folge: Boazn Blues)
- 2016: SOKO Kitzbühel (Fernsehserie; Folge: Bling Bling tot)
- 2017: SOKO Kitzbühel (Fernsehserie; Folge: All or nothing)